# Корнеліс Дюллемонд
Корнеліс Петрус («Кіс») Дюллемонд (нід. Cornelis Petrus Dullemond) — нідерландський і німецький астроном, спеціаліст з планетоутворення, професор Гайдельберзького університету, керуючий директор Інституту теоретичної астрофізики (з 2012) і Центру астрономії Гайдельберзького університету (2015—2021).

## Біографія
1983—1989 навчався в середній школі в Неймегені. 1989—1994 вивчення фізики в Амстердамському університеті. 1994 захистив магістерську дипломну роботу за темою «Солітони в теорії струн» під керівництвом Берта Шеллекенса.
1994—1999 навчався в аспірантурі в Лейденській обсерваторії. 1999 року захистив дисертацію доктора філософії на тему «Перенесення випромінювання в компактних навколозоряних туманностях» під керівництвом Вінсента Айка.
1999—2002 працював постдоком в Інституті Макса Планка з астрофізики в Гархінзі в групі Хенка Спруїта, а 2002—2004 — постдоком в тому ж інституті на кафедрі Рашида Сюняєва.
2004—2006 працював постдоком в Інституті астрономії імені Макса Планка в Гайдельберзі у відділі Томаса Хеннінга. В 2006—2011 був керівником дослідницької групи в Інституті Макса Планка з астрономії в Гейдельберзі. 2010 став професором в Інституті теоретичної астрофізики та Гейдельберзькому університеті. З 2012 року — керуючий директор Інституту теоретичної астрофізики. В 2015—2021 був керуючим директором Центру астрономії Гайдельберзького університету.

## Наукові результати
Кіс Дюллемонд займається протопланетними дисками і планетоутворенням, як у Сонячній системі, так і в екзопланетних системах. Його дослідження здебільшого є теоретичними і чисельними.
Станом на грудень 2022 року має 272 рецензовані статті і H-індекс 84.